# Manoel Vitorino
Manoel Vitorino is een gemeente in de Braziliaanse deelstaat Bahia. De gemeente telt 14.138 inwoners (schatting 2009).